# Barkåkra socken
Barkåkra socken i Skåne ingick i Bjäre härad, ingår sedan 1971 i Ängelholms kommun och motsvarar från 2016 Barkåkra distrikt.
Socknens areal är 31,61 kvadratkilometer varav 31,45 land. År 2000 fanns här 6 495 invånare.  Godset Ängeltofta, en del av Ängelholm med Skälderviken, tätorten Skepparkroken, en del av tätorten Vejbystrand med Magnarp, lämningarna efter staden Luntertun samt kyrkbyn Barkåkra med Ängelholm-Helsingborg Airport, Valhall Park och sockenkyrkan Barkåkra kyrka ligger i socknen.

## Administrativ historik
Socknen har medeltida ursprung. Tidigt införlivades Vantinge socken. 1516 införlivades Luntertuns socken.
Vid kommunreformen 1862 övergick socknens ansvar för de kyrkliga frågorna till Barkåkra församling och för de borgerliga frågorna bildades Barkåkra landskommun. Landskommunen uppgick 1971 i Ängelholms kommun. Församlingen uppgick 2010 i Ängelholms församling.
1 januari 2016 inrättades distriktet Barkåkra, med samma omfattning som församlingen hade 1999/2000.  
Socknen har tillhört län, fögderier, tingslag och domsagor enligt vad som beskrivs i artikeln Bjäre härad. De indelta soldaterna tillhörde Norra skånska infanteriregementet, Norra Åsbo kompani och Skånska husarregementet, Bjäre skvadron, Bjäre härads kompani.

## Geografi
Barkåkra socken ligger nordväst om Ängelholm vid Skälderviken med Rönne å i söder. Socknen är en odlad slättbygd.
En sätesgård var Ängeltofta säteri.

## Fornlämningar
Boplatser från stenåldern är funna. Från bronsåldern finns ett 40-tal gravhögar.

## Befolkningsutveckling
Befolkningen ökade från 1 242 1810 till 2 134 1890 varefter den minskade till 1 936 1910. Därefter har befolkningen ökat stadigt till 5 923 1990.

## Namnet
Namnet skrevs 1333 Barkakræ och kommer från kyrkbyn Barkåkra. Efterleden är åker. Förleden kan innehålla bark, 'barktäkt' alternativt barki, 'strupe' syftande på långsmala åkerstycken.. Bengt Pamp ansåg dock att namnet troligast går tillbaka på mans(bi)namnet Barki.